# Багатоцільовий дослідницький реактор Карлсруе
Багатоцільовий дослідницький реактор Карлсруе (нім. Mehrzweckforschungsreaktor Karlsruhe, MZFR) був водно-водяним ядерним реактором охолоджувальний важкою водою, яка слугувала і сповільнювачем нейтронів. Реактор розташовувався на території Дослідницького центру Карлсруе (зараз Університет Карлсруе). Реактор побудували з 1961 по 1965 рік. Електростанція мала брутто-потужність в 57 МВт і досягла критичності 29 вересня 1965 року. До зупинення реактору 3 травня 1984 року він виробив приблизно 5 мільярдів кВт·год електроенергії для електромережі. Реактор слугував, крім того, як тестова установка для випробування майбутньої технології важководних реакторів. У цей час йдуть демонтажні роботи для зносу до стану знезараженої території. Після початкових планів повністю знести реактор до кінця 2006 року, цей термін був відтягнутий до кінця 2014 року.

## Дані енергоблоку
АЕС має один енергоблок:
| Енергоблок | Тип реактору                       | Нетто- потужність | Брутто- потужність | Початок будівництва | Синхронізація з електромережею | Комерційна експлуатація | Закриття   |
| ---------- | ---------------------------------- | ----------------- | ------------------ | ------------------- | ------------------------------ | ----------------------- | ---------- |
| MZFR       | водо-водяний ядерний реактор (PWR) | 52 МВт            | 57 МВт             | 01.12.1961          | 09.03.1966                     | 19.12.1966              | 03.05.1984 |